# 더 럼블 피시 2
《더 럼블 피시 2》는 딤프스가 개발하고 사미가 배급한 2005년 아케이드 대전 격투 게임이다. 2004년 《더 럼블 피시》의 후속작으로, 전작처럼 아토미스웨이브 기판으로 제작됐다.
《더 럼블 피시 2》의 게임 시스템은 전작과 대동소이하나, 추가 등장인물 및 기존 인물의 기술들 수정과 시스템상 여러 가지 추가점들이 있다. 기술을 사용하는 데 필요한 오펜스 게이지와 디펜스 게이지는 3구간으로 나뉘어 각 구간마다 사용할 수 있는 기술들이 세분화됐다. 또한 일시적으로 캐릭터를 강화할 수 있는 '부스트 다이브'가 도입됐다.
출시 당시 아토미스웨이브 기판로만 가동됐으나, 이후 2012년 타이토의 NESiCAxLive 서비스로 재이식됐다. 2022년 12월 8일, 3goo가 배급하는 가정용 이식판이 발매됐으며, 이는 일본 외 지역에서 처음 출시되는 판이다. 발매 플랫폼은 엑스박스 시리즈 X/S, 엑스박스 원, 플레이스테이션 5, 플레이스테이션 4, 닌텐도 스위치 및 마이크로소프트 윈도우이다.

## 출시
《더 럼블 피시 2》는 2005년 3월 사미의 아토미스웨이브 아케이드 기판을 통해 처음 가동됐다. 2012년, 타이토의 아케이드 기판이 사용하는 NESiCAxLive 서비스 운영 체제로 이식돼 재가동됐다.
2022년 6월 13일, 배급사 3goo가 가정용 플랫폼으로 《더 럼블 피시 2》를 이식하겠다고 발표했으며, 시리즈 최초로 일본 외 지역에도 발매하겠다고 공지했다. 이후 2022년 12월 8일 엑스박스 시리즈 X/S, 엑스박스 원, 플레이스테이션 5, 플레이스테이션 4, 닌텐도 스위치 및 마이크로소프트 윈도우로 공식출시됐다.

## 참조

### 내용주
1. ↑  영어: The Rumble Fish 2, 일본어: ザ・ランブルフィッシュ2